# Amuru (distrikt)
Amuru är ett distrikt i Ugandas norra region. Distriktet är uppkallat efter staden Amuru, där även distriktets huvudkontor återfinns. 

## Läge
Amurudistriktet gränsar till distriktet Adjumani i norr, södra Sudan och distriktet Lamwo i nordväst, distriktet Gulu till öster, distriktet Nwoya i söder, distriktet Nebbi till sydväst och distriktet Aura i väster.

## Översikt
Amurudistriktet bildades av Ugandas parlament 2006. Innan dess var det en del av Guludistriktet. Amurudistriktet tillsammans med distrikten Agago, Gulu, Kitgum, Lamwo, Nwoya och Pader är en del av det större Acholiregionen, som huserar runt 1,5 miljoner acholi. Distriktet är dominerat av landsbygd och saknar asfaltsvägar.

## Befolkningen
Folkräkningen 2002 uppskattade befolkningen i Amurudistriktet till 135 700. Befolkningen hade en årlig folkökning på 2,8 % mellan 2002 och 2012. Befolkningen 2016 har beräknats till ungefär 195 300 individer. Se tabell nedan. 
| Amurudistriktets befolkningstrender |                       |              |
| \| År \| Uppskattad befolkning \| Not \| \| ---- \| --------------------- \| ------------ \| \| 1991 \| 88 700 \| Folkräkning \| \| 2002 \| 135 700 \| Folkräkning \| \| 2012 \| 178 800 \| Uppskattning \| \| 2014 \| 186 700 \| Folkräkning \| \| 2016 \| 195 300 \| Uppskattning \| |                       |              |
| År | Uppskattad befolkning | Not          |
| 1991 | 88 700                | Folkräkning  |
| 2002 | 135 700               | Folkräkning  |
| 2012 | 178 800               | Uppskattning |
| 2014 | 186 700               | Folkräkning  |
| 2016 | 195 300               | Uppskattning |

## Ekonomi
Jordbruk är grundstommen i distriktets ekonomi, och sysselsätter 98 % av befolkningen. 
Odlingsbar mark, som tar upp 90 % av distriktets totala areal är väldigt bördig. De senaste 20 åren har dock bara mindre än 1 % använts på grund av den oro som Herrens motståndsarmé utgjort. Med den ökade säkerhet som kommit till norra Uganda 2006, tros situationen komma att förbättras. 
Grödor som odlar inkluderar:
- Bomull
- Tobak
- Majs
- Hirs
- Durrasläktet
- Sötpotatis
- Maniok
- Jordnötter
- Bönor
- Ärter
- Solrosor